# Ronsenac
Ronsenac ist eine westfranzösische Gemeinde mit 571 Einwohnern (Stand 1. Januar 2022) im Département Charente in der Region Nouvelle-Aquitaine.

## Lage
Ronsenac liegt etwa 24 Kilometer (Fahrtstrecke) südöstlich von Angoulême in der Grenzregion zum Périgord nahe dem Flüsschen Tude in einer Höhe von etwa 100 Metern ü. d. M. Der Kantonshauptort Villebois-Lavalette befindet sich nur etwa drei Kilometer östlich.

## Bevölkerungsentwicklung
| Jahr      | 1962 | 1968 | 1975 | 1982 | 1990 | 1999 | 2006 | 2016 |
| Einwohner | 534  | 506  | 470  | 515  | 526  | 548  | 548  | 572  |

Bis zum Jahr 1876 hatte die Gemeinde stets deutlich über 1000 Einwohner; infolge der Reblauskrise im Weinbau und der Mechanisierung der Landwirtschaft sank die Einwohnerzahl danach kontinuierlich auf die Tiefststände der 1960er und 1970er Jahre ab.

## Wirtschaft
Die Einwohner der Gemeinde lebten jahrhundertelang von der Landwirtschaft; die Böden der Gemeinde gehören zwar zu den Bons Bois des Weinbaugebietes Cognac, doch sind die Absätze bei teuren Weinbränden in den letzten Jahrzehnten eher rückläufig, so dass der Weinbau keine bedeutende Rolle mehr spielt. Einnahmen aus Kleinhandel und Handwerk sowie aus der Verwaltung und dem Tourismus, insbesondere der Vermietung von Ferienwohnungen (gîtes), spielen dagegen seit den 1960er Jahren eine nicht unwichtige Rolle für die Einnahmen der Gemeindekasse.

## Geschichte
Das teilweise eingestürzte, aber immer noch imposante Megalithgrab (dolmen) Dolmen de chez Vinaigre ist etwa 6000 Jahre alt. In der Antike lag der Ort an einer Römerstraße – Chemin Boisné genannt –, die Saintes (Mediolanum Santonum) mit Périgueux (Vesunna) verband. Ein gallorömisches Landgut (villa rustica) und einige merowingische Sarkophage wurden auf dem Gebiet der Gemeinde entdeckt.

## Sehenswürdigkeiten

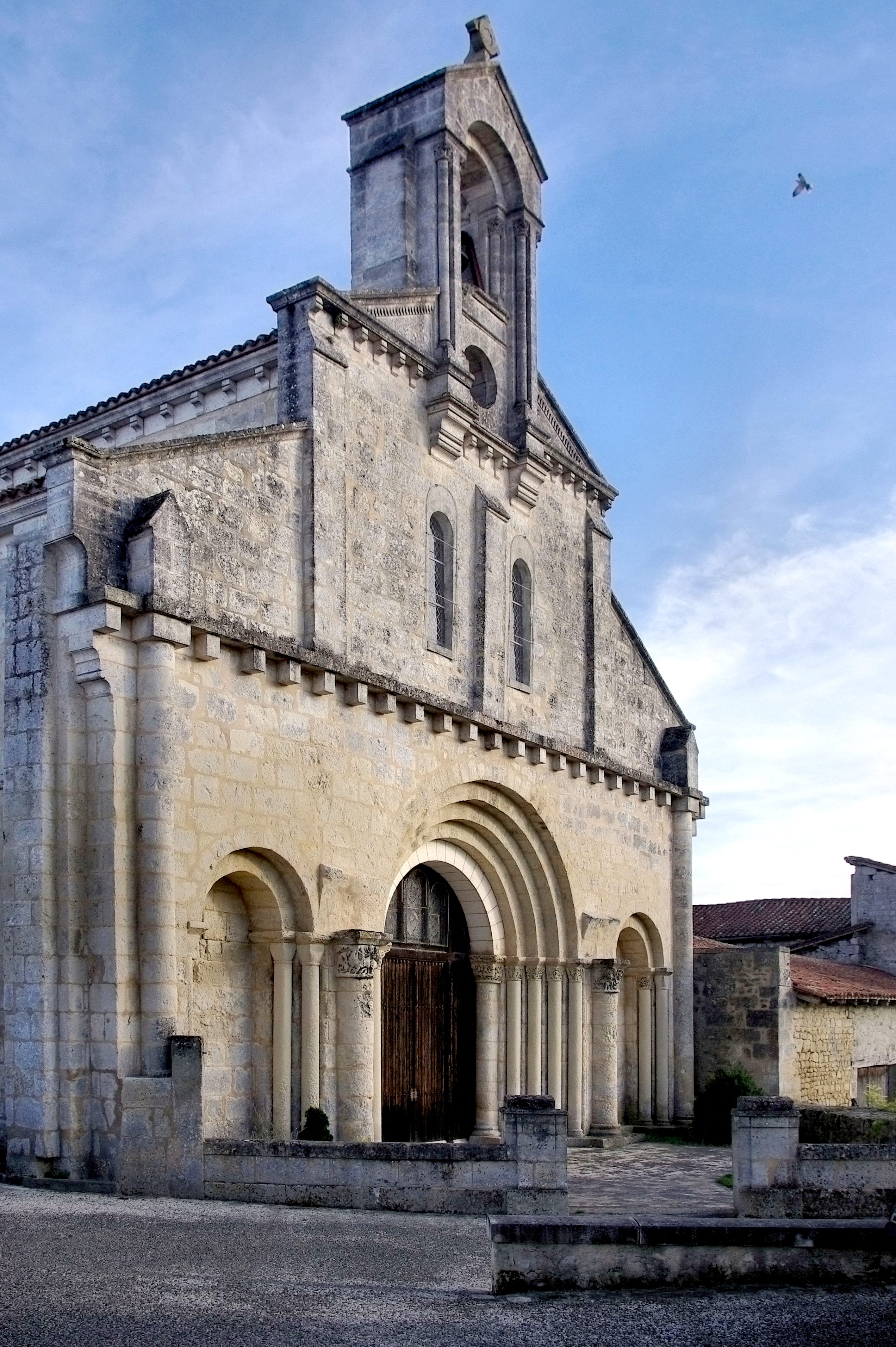
Ehemalige Prioratskirche

- Die Gründung eines Priorates und der dazugehörigen Kirche Saint Jean-Baptiste fällt in die Zeit um 1100, als der Bischof von Périgueux dem Abt Hugo von Cluny die Pfarre des Ortes mitsamt der alten Kirche übereignete. Schon bald begann man mit dem Neubau der Prioratsgebäude und der Prioratskirche. Die Gegend blieb jedoch während des Hundertjährigen Krieges (1337–1453) und der Hugenottenkriege (1562–1598) auf sich allein gestellt und so lösten sich die Bindungen an das Mutterkloster. Im Jahr 1684 wurde das Priorat an aus ihrem Heimatland geflüchtete englische Benediktinermönche übergeben. Im Verlauf der Französischen Revolution wurden die Prioratsgebäude als Nationalgut (Bien national) verkauft; sie blieben jedoch weitgehend erhalten und wurden jahrzehntelang als Remise genutzt. Die nunmehrige Pfarrkirche wurde im ausgehenden 19. Jahrhundert in großen Teilen erneuert. Prioratsgebäude und Kirche sind seit 1993 bzw. 2009 als Monuments historiques[1][2] anerkannt.

Sehenswürdigkeiten
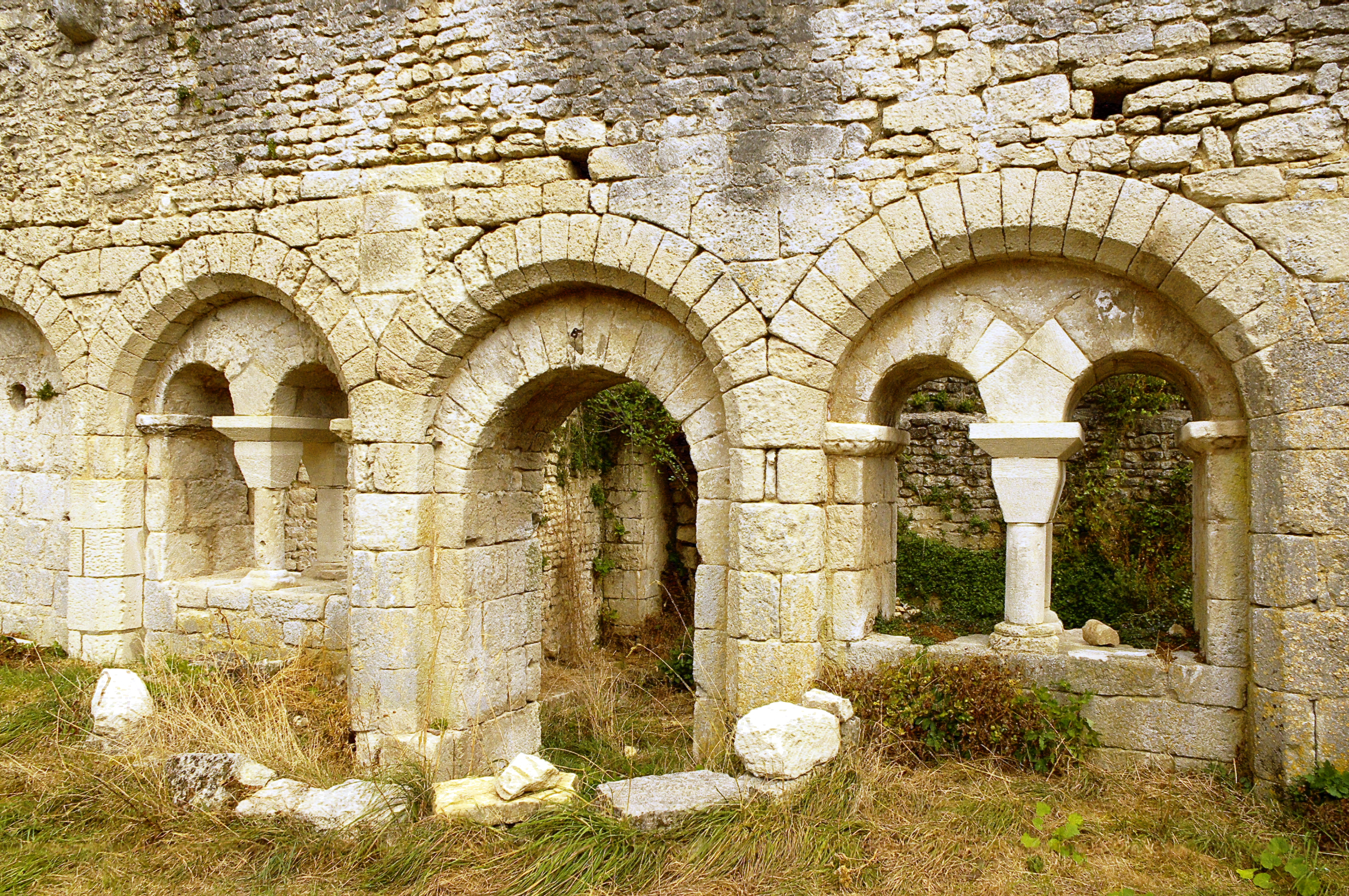
Kapitelsaal
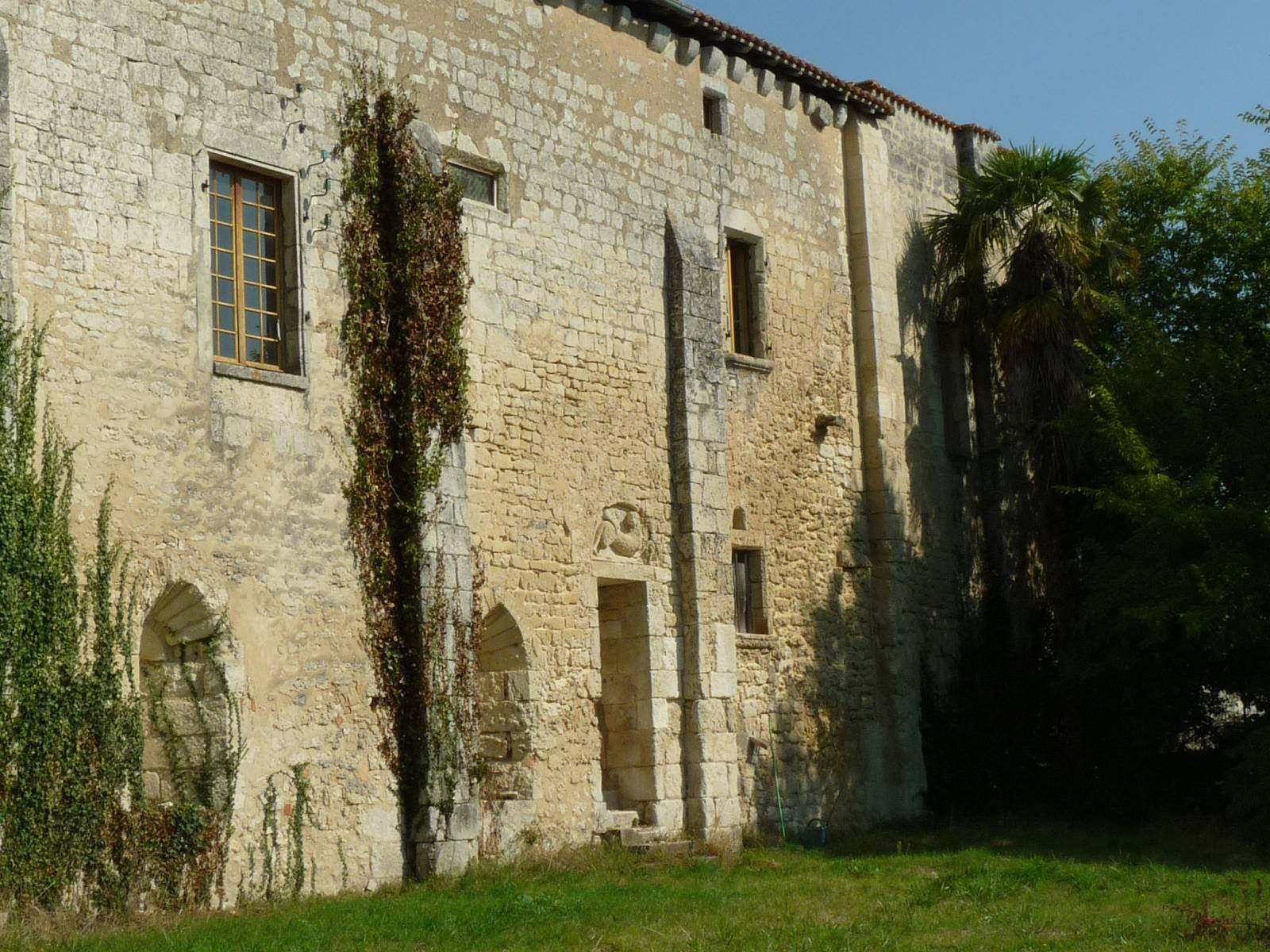
Klausurtrakt
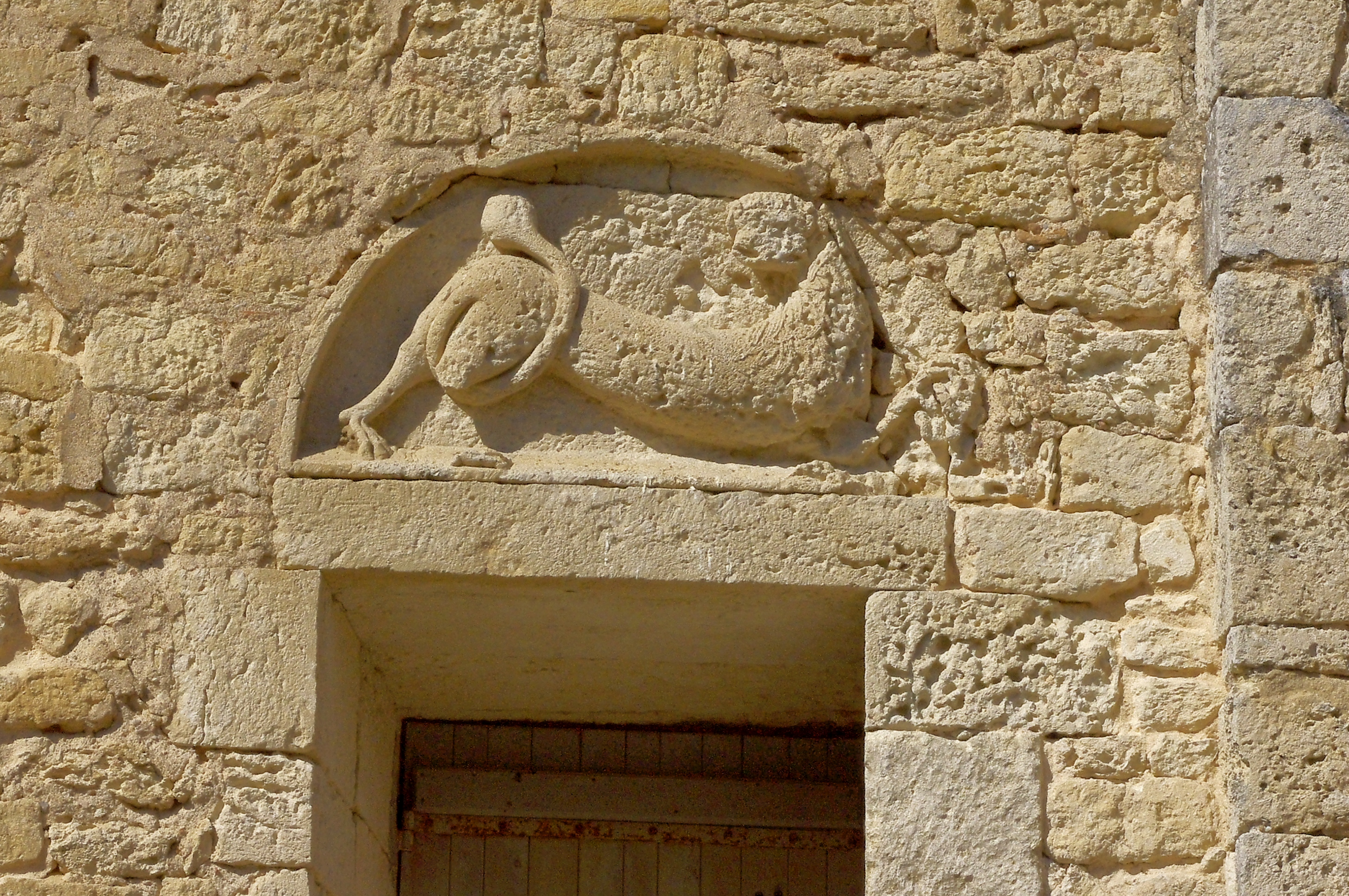
Mönchsportal
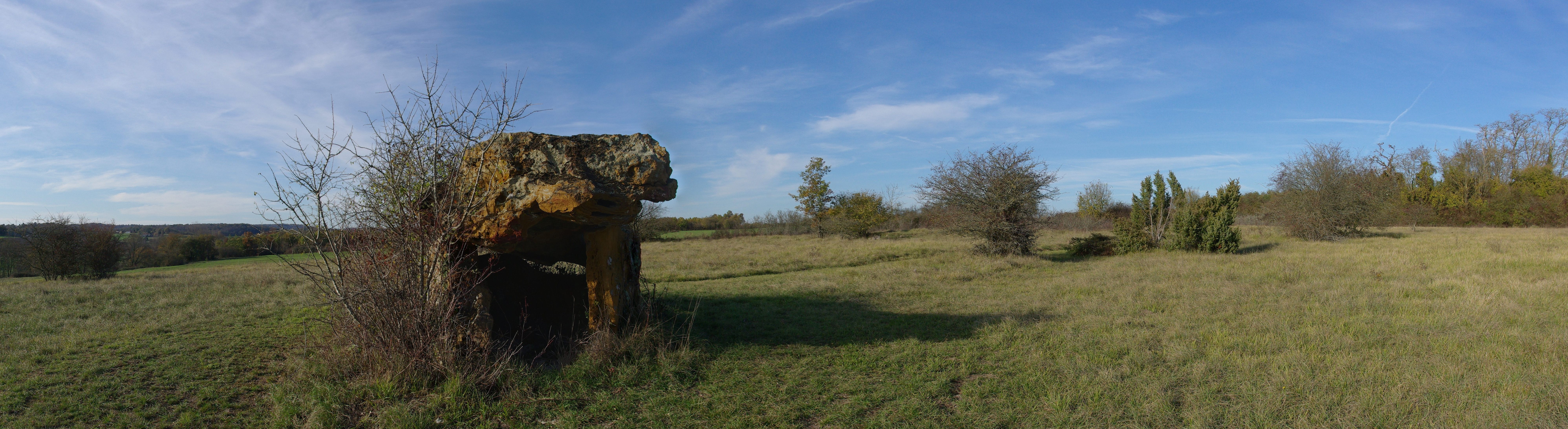
Dolmen von Chez Vinaigre
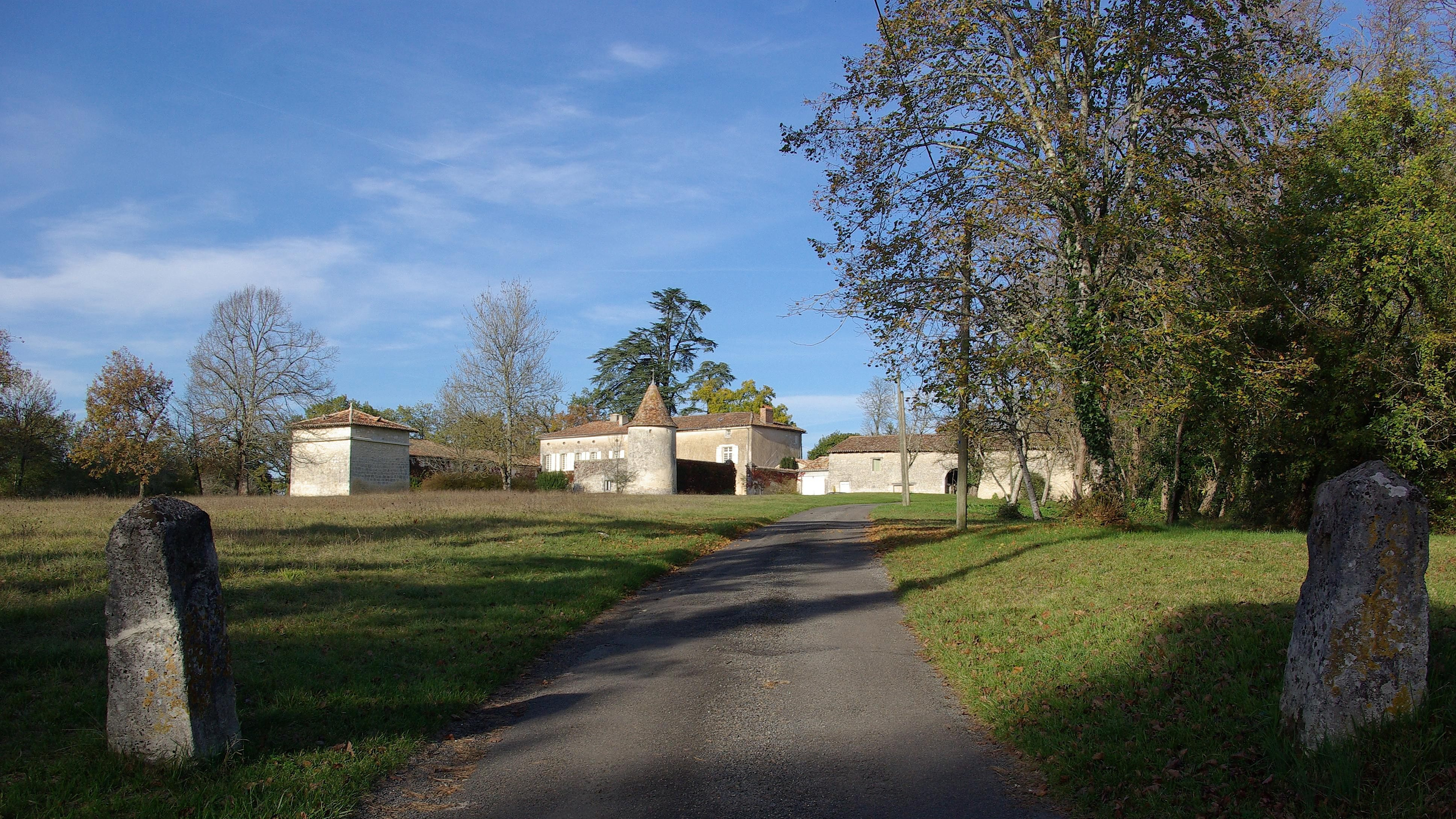
Logis de Bernac

- Das Logis de Bernac ist ein außerhalb des Ortes gelegenes Landgut mit einer dazugehörigen Wassermühle. Einige spätmittelalterliche Gebäudeteile sind erhalten – darunter ein Rundturm.